# Lyla Rocco
Lyla Rocco (Trieste, 18 gennaio 1933 – Roma, 17 gennaio 2015) è stata un'attrice italiana.

## Biografia
Talvolta accreditata come Lila Rocco o Lilla Rocco, nel cinema ha debuttato nel 1951 in un piccolo ruolo come infermiera nel film Anna di Alberto Lattuada. L'anno dopo partecipa al concorso di bellezza Miss Italia e viene eletta Miss Cinema. In seguito ottiene ruoli in molti film, interpretando per lo più film di serie B, film comici e musicarelli (cinque nel solo 1957). La sua interpretazione più importante fu quella nel film Camping (1957) di Franco Zeffirelli, dove interpreta una ragazza snob e sofisticata che flirta scherzosamente con un Nino Manfredi imbranato. Fra gli altri titoli della sua filmografia figurano Mia nonna poliziotto (1958) di Steno, Simpatico mascalzone (1959) di Mario Amendola e Caccia all'uomo (1961) di Riccardo Freda. Sposatasi una prima volta nel 1954 con l'attore statunitense Steve Barclay, ne ottenne l'annullamento nove anni più tardi. Dopo il suo secondo matrimonio con l'attore Alberto Lupo nel 1964, ha abbandonato la carriera artistica.
Attiva anche in televisione, la Rocco ha interpretato celebri sceneggiati televisivi come Le avventure di Nicola Nickleby (1958), Una tragedia americana (1962) e La cittadella (1964). Era anche protagonista di Buio alle otto (1959), episodio della serie Giallo club. Invito al poliziesco con il tenente Sheridan (Ubaldo Lay).
È stata anche interprete di vari fotoromanzi, fra i quali Smarrimento (pubblicato a puntate su Grand Hotel nel 1965), dove recita al fianco del marito Alberto Lupo.

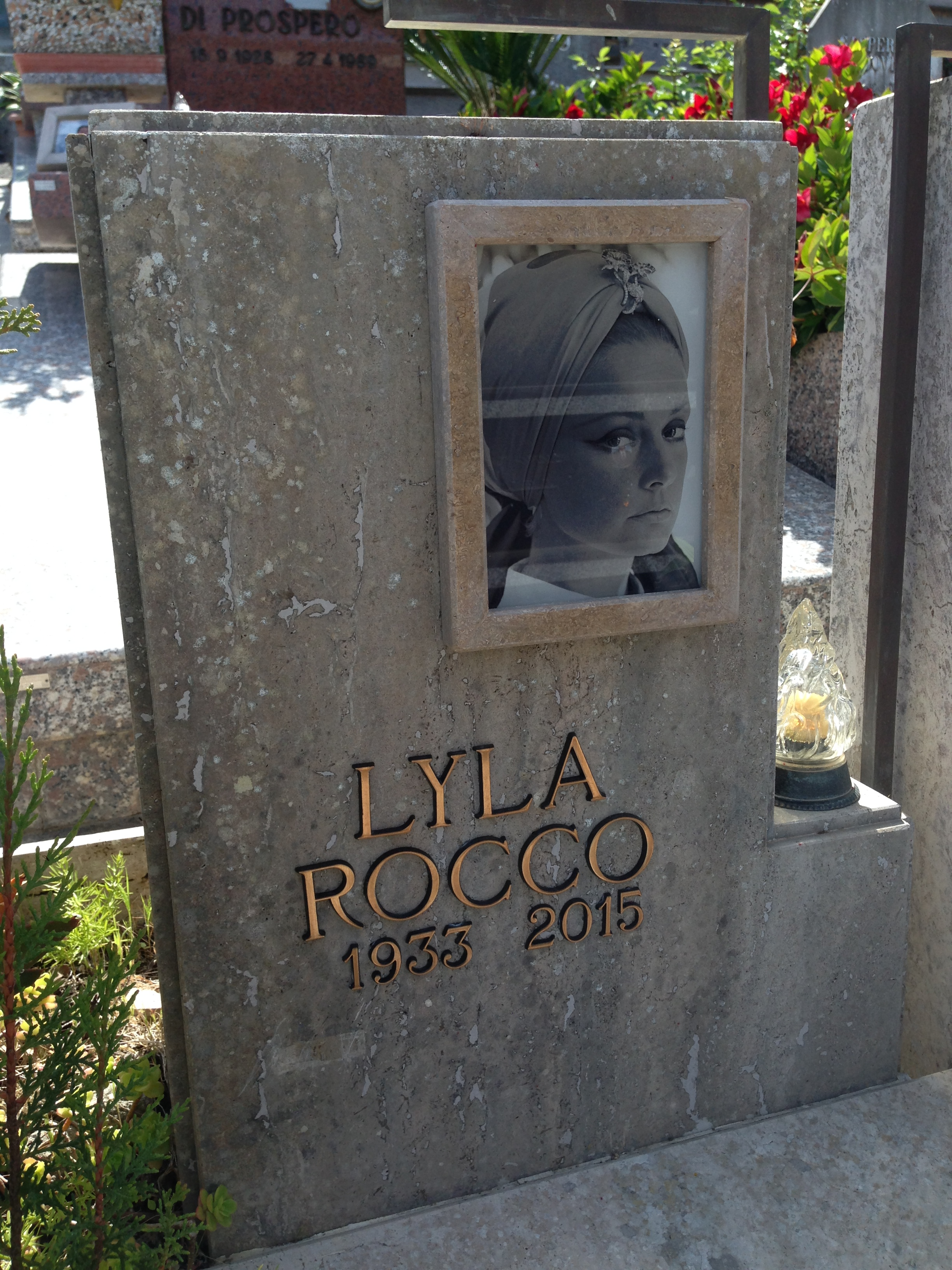
Tomba nel cimitero di San Felice Circeo.

È sepolta insieme ad Alberto Lupo nel cimitero di San Felice Circeo.

## Filmografia

### Cinema
- Anna, regia di Alberto Lattuada (1951)
- Tre storie proibite, regia di Augusto Genina (1952)
- La voce del sangue, regia di Pino Mercanti (1952)
- Ragazze da marito, regia di Eduardo De Filippo (1952)
- Prima di sera, regia di Piero Tellini (1953)
- La signora senza camelie, regia di Michelangelo Antonioni (1953, non accreditata)
- Viaggio in Italia, regia di Roberto Rossellini (1954, non accreditata)
- Quattro donne nella notte, regia di Henri Decoin (1954)
- Beta 7 servizio politico (Murió hace quince años), regia di Rafael Gil (1954)
- Alta costura, regia di Luis Marquina (1954)
- Tripoli, bel suol d'amore, regia di Ferruccio Cerio (1954)
- Il mantello rosso, regia di Giuseppe Maria Scotese (1955)
- Motivo in maschera, regia di Stefano Canzio (1955)
- Silenzio... si spara!, regia di John Berry (1955)
- Canzoni di tutta Italia, regia di Domenico Paolella (1955)
- La ladra, regia di Mario Bonnard (1955)
- Ciao, pais..., regia di Osvaldo Langini (1956)
- Un colpo da due miliardi, regia di Roger Vadim (1957)
- X 3 operazione dinamite (Le Feu aux poudres), regia di Henri Decoin (1957)
- Amarti è il mio destino, regia di Ferdinando Baldi (1957)
- Camping, regia di Franco Zeffirelli (1957)
- Ragazzi della marina, regia di Francesco De Robertis (1957)
- Giovani mariti, regia di Mauro Bolognini (1958)
- Mia nonna poliziotto, regia di Steno (1958)
- Il giovane leone, regia di John Berry (1959)
- Simpatico mascalzone, regia di Mario Amendola (1959)
- L'ultima preda del vampiro, regia di Pietro Regnoli (1960)
- Caccia all'uomo, regia di Riccardo Freda (1961)

### Televisione
- Le avventure di Nicola Nickleby (1958)
- Giallo club. Invito al poliziesco, episodio Buio alle otto (1959)
- L'adorabile Giulio (1961)
- Una tragedia americana (1962)
- La bella addormentata (1963)
- La cittadella (1964)

## Doppiatrici italiane
- Rina Morelli in Prima di sera
- Maria Pia Di Meo in Quattro donne nella notte
- Rosetta Calavetta ne La ladra
- Gabriella Genta in Amarti è il mio destino
- Miranda Bonansea in Tripoli, bel suol d'amore